# Tacheh
Tacheh (persan : تاچه , Tātcheh) est un sac double en un tissu, typique de la région iranienne de Chahar Mahaal Et Bakhtiari, utilisé par les tribus nomades Bakhtiaris pour transporter des grains ou des farines, à dos d'âne, de cheval ou de mulet. Le nom vient du nom persan ta ou tai (persan : تا , littéralement « pli ») qui signifie aussi « ballot » et du suffixe diminutif chet, avec la signification de « petit ballot ». Ces sacs sont produits dans les villages à l'ouest d'Esfahan.

## Description et histoire

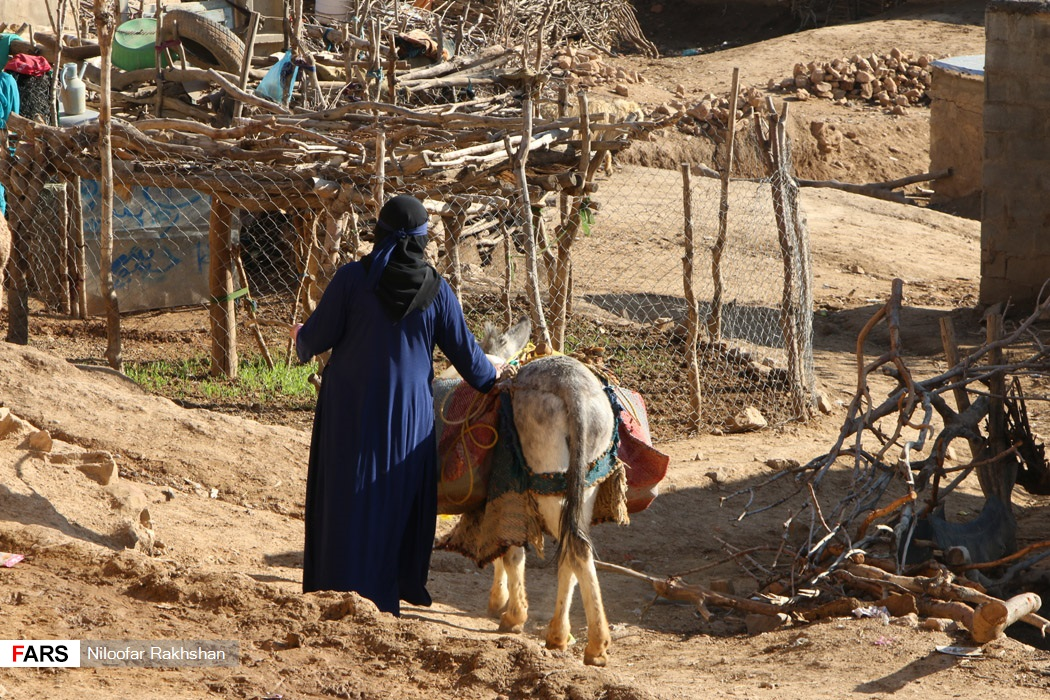
Chaharmahal-Bakhtiari, District de Bazoft, transport par dos d'âne

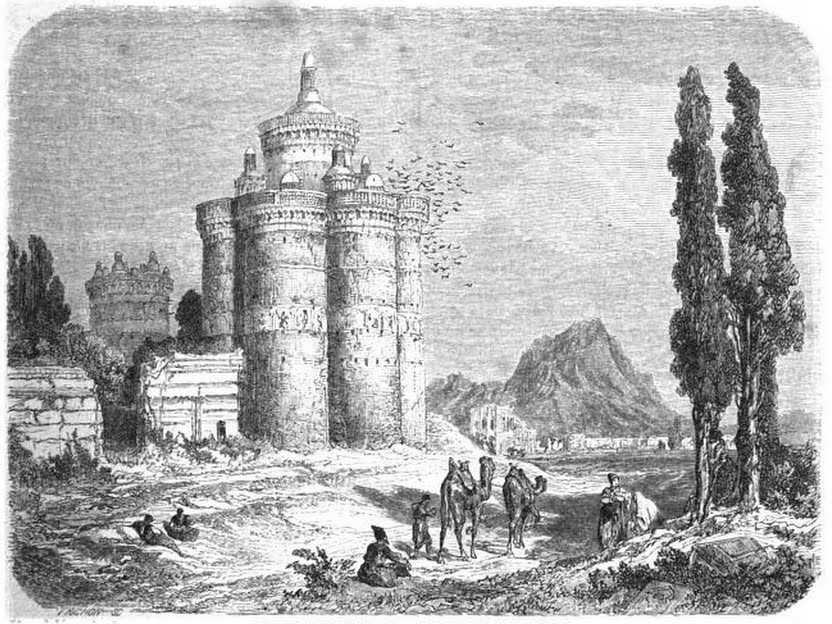
Jules Laurens, Pigeonnier près d'Ispahan, (Arthur de Gobineau, Le Tour du monde, vol. II, 1860)

Le tacheh est une bande de tissus d'environ 130 cm de long et d'environ un mètre de haut. La partie centrale a une trame plate (kilim), tandis que les deux côtés, qui sont symétriques, sont en partie noués. La chaîne peut être en coton ou en laine. Ce tissu est plié et cousu de façon à former deux sacs identiques.
Le tacheh est un produit artisanal, destiné à un usage spécifique par des populations nomades et ne doit pas être confondu avec le tapis bakhtiari, à dessins en panneaux, destiné à couvrir le sol mais possède des points en commun avec la typologie du « sac à sel » (en persan : نمکدان / namakdān). Ces sacs pour le transport sont aujourd'hui délaissés au profit des conteneurs en plastique, moins esthétiques mais plus pratiques, la main-d'œuvre se concentrant désormais à la réalisation du tapis. Restés inconnus du marché des tapis, les tachehs furent mis pour la première fois en vente au bazar de Téhéran en 1991. En 1993, le sculpteur et écrivain iranien Parviz Tanavoli les présenta à Hambourg, à la Conférence internationale des tapis orientaux, suscitant la curiosité des experts, pour la variété, l'originalité et la brillance des couleurs et des décors.

### Dessins

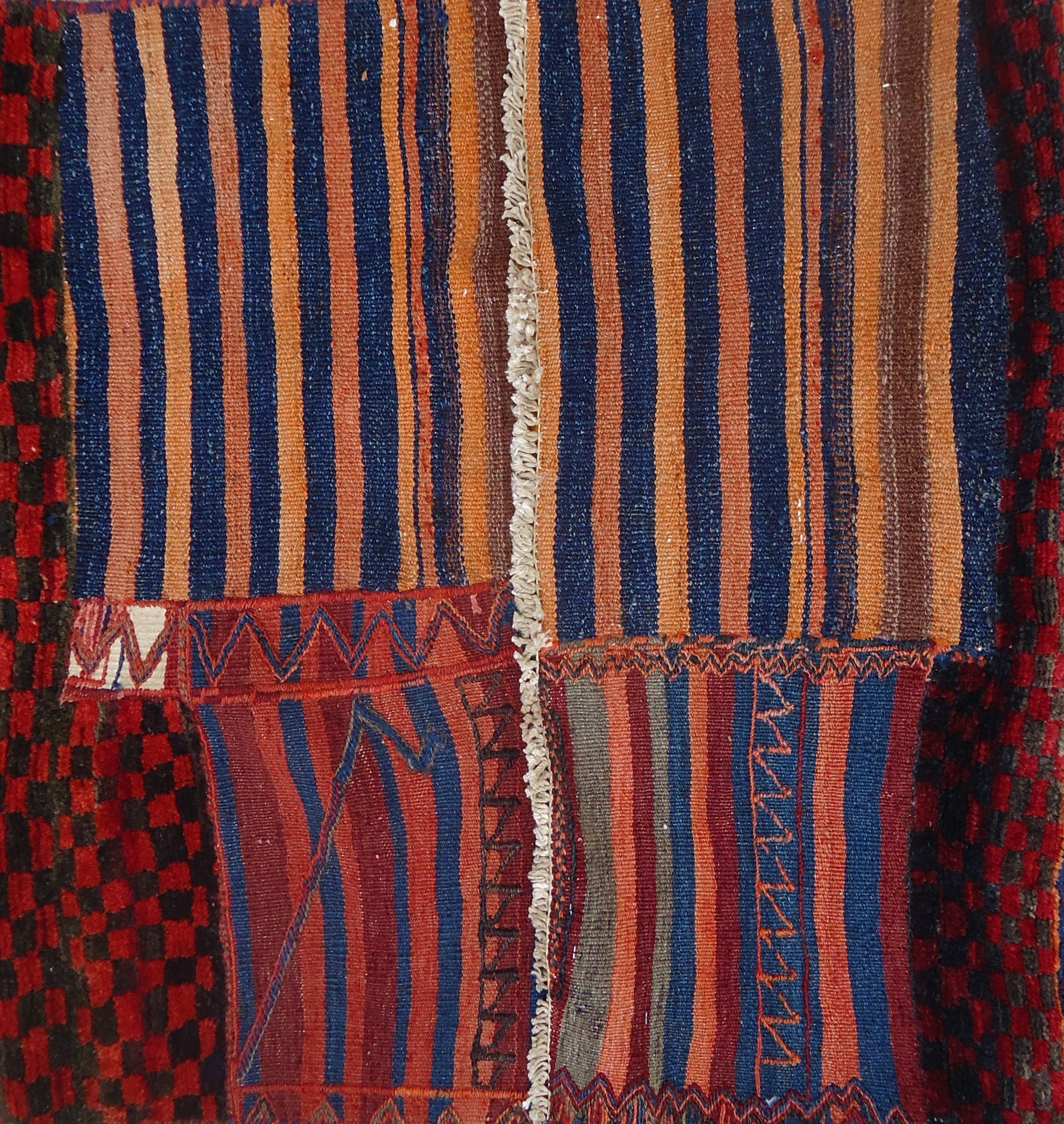
Tacheh de Chahar Mahaal, plié

La partie centrale du tacheh tissée en kilim est  posée sur le dos de l'animal de somme. La partie de nouage correspond au fond des deux sacs. Certains tachehs présentent le motif à carreaux, blancs et noirs ou blancs et rouges ou noirs et rouges (kheshti), d'autres le dessin « à arête de poisson » ou le dessin à boteh à fleurs.
Dans le dessin on remarque un profil curviligne. Le tissu en effet n'est pas parfaitement plat comme celui du tapis et dans la partie centrale il y a une « douceur » qui accompagne les rondeurs du dos de l'animal de somme.
Le dessin le plus original est le pigeonnier, ou tour des pigeons, qui se présente sur les deux côtés du tissu. Ce dessin a un long « cou » et un « corp » à peu près carré ou rectangulaire. Les « pigeonniers » sont des structures architecturales présentes dans chaque village qui ont été construites pour attirer les pigeons sauvages et recueillir leurs excréments, considéré comme un engrais puissant.